# Киевский академический Молодой театр
Киевский национальный академический «Молодой театр» (укр. Київський національний академічний Молодий театр) — театральный коллектив, работающий в Киеве (Украина) с момента основания в 1979 году. С 1985 по сегодняшний день театр занимает особняк на улице Прорезная, дом 17, в котором в разные годы располагались доходный дом, офицерский клуб, Молодой театр (Леся Курбаса), кинотеатр «Комсомолец Украины».

## История театра
Осенью 1978 году на ХХІІІ съезде ЛКСМУ (Ленинский коммунистический союз молодёжи Украины) Владимир Щербицкий выступает с речью, в которой отмечает, что Киеву необходим молодёжный театр. Уже в 1979 году выходит приказ Министерства культуры УССР о создании Молодёжного театра. Феномен киевского Молодёжного театра состоит в том, что он был организован сверху, а не в студийном порядке, подобно московскому «Современнику» или Молодёжному театру в Чернигове.
Днём рождения театра считается 14 декабря 1979 года, когда состоялось первое собрание труппы театра. Первый спектакль Молодёжного театра — «…С весною я к тебе вернусь!» — состоялся 26 апреля 1980 года. Тогда театр работал в здании ДК «Метробуд» (ул. Прорезная, 8). В 1987 переехал на Прорезную, 17.
В 1995 году произошла смена названия театра на Молодой театр — дань памяти известному украинскому режиссёру-реформатору Лесю Курбасу, который в 1917—1919 годах занимался своим «Молодым театром», который к тому же некоторое время работал в том самом помещении на улице Прорезной, 17.
За время существования театра в нём работали известные украинские режиссёры: Александр Заболотный, Николай Мерзликин, Лесь Танюк, Владимир Оглоблин, Виктор Шулаков, Виталий Малахов, Александр Крыжановский, Валентин Козьменко-Делинде, Валерий Бильченко, Марк Нестантинер, Дмитрий Богомазов, Дмитрий Лазорко… Время от времени театр становился ареной смелых экспериментов, спектакли театра вошли в золотой фонд украинского театра.
Год 1996—2012. Театр возглавляет Станислав Моисеев. Среди самых известных его постановок — «Дон Жунан» Мольера, «РЕхуВИлийЗОР» по Гоголю и Кулишу, «Четвертая сестра» Гловацкого, «Московиада» Андруховича, «Дядя Ваня» Чехова. Яркие работы быстро завоевали славу режиссёру и театру. Благодаря политике Моисеева, театр активно реформировался, существенно обновился репертуар, на постановки стали приглашать в том числе и зарубежных режиссёров, налаживать связи с театрами других стран. «Молодой театр» принимает активное участие в различных фестивалях в Украине и за рубежом. В 2012 году Станислав Моисеев уходит на пост художественного руководителя театра им. Франко. Итогом 15-летнего руководства театром Станиславом Моисеевым называют собранный достойный коллектив и обеспеченный интересный репертуар.
С 2012 года художественный руководитель театра — Андрей Билоус. На эту позицию он переходит, будучи режиссёром театра драмы и комедии. Молодой режиссёр увеличивает количество премьер до 10 за сезон, активно реализует поддержку нового поколения режиссёров, существенно реконструирует здание театра, запускает мощный механизм гастрольной и фестивальной деятельности. Репертуар театра расширяется десятками спектаклей молодых режиссёров на разных сценах «Молодого театра». Кроме основной и камерной сцен, в 2014-м открывается микросцена для режиссёрских и актёрских дебютов.
В 2014 году «Молодой театр» становится членом Европейской театральной конвенции, принимает участие в международных проектах, налаживает коммуникации с европейскими театрами и режиссёрами. Сотрудничает с известными писателями, драматургами, композиторами, художниками: писатели Александр Ирванец, Юрий Андрухович, театральные художники Сергей Маслобойщиков, Андрей Александров-Дочевский, художник Александр Войтович с арт-проектом Salome и не только… Спектакли отличаются различными стилями, формой и тематикой. В репертуаре классическая и современная драматургия Карпенко-Карого, Беккета, Платонова, Гловацкого, Сарояна, Шиллера, Шмитта, Чехова, МакДонаха и других.
7 мая 2019 Молодому театру присвоено статус Национального.

## Персоналии театра

### Художественные руководители театра
- Александр Заболотный (1979—1981)
- Виктор Шулаков (1981—1983)
- Николай Мерзликин (1983—1986)
- Леонид Танюк (1986—1988)
- Владимир Оглоблин (1988—1990)
- Виктор Шулаков (1990—1994)
- Валентин Козьменко-Делинде (1994—1996)
- Станислав Моисеев (1996—2012)
- Андрей Билоус (с 2012-го)

### Первый состав труппы
В октябре — ноябре 1979 года быв проведен конкурсный отбор, в результате которого в штат театра были зачислены 26 актёров: Валерий Алексиенко, Светлана Бочарова, Алла Бурлюк, Владимир Волков, Николай Вороненко, Ярослав Гаврилюк, Григорий Гладий, Ярослав Гранко, Зоя Грищенко, Людмила Дементьева, Наталья Заболотная, Володимир Кот, Николай Коржев, Ирина Кравченко, Валерий Легин, Константин Линартович, Валентин Макаренко, Александр Недбайло, Олег Примогенов, Галина Стефанова, Светлана Телеглова, Людмила Ткаченко, Ярослав Чорненький, Валерий Шевченко, Валерий Шептекита, Игорь Щербак.
Чуть позже (в первом сезоне театра) к труппе присоединились ещё десятеро: Виктория Авдеенко, Сергей Джигурда, Елена Кривда, Маргарита Николаева, Раиса Недашковская, Анатолий Петров, Татьяна Печонкина, Луиза Филимонова, Оксана Швец, Тамара Яценко.

### Труппа театра
В разное время в театре работали актёры и режиссёры, среди которых ныне задействованы (по алфавиту, в скобках указаны даты службы в театре):
- Авдеенко, Виктория Вадимовна (с 1980)
- Бащева, Анна Александровна
- Бессмертный, Александр Николаевич (с 2000)
- Бжезинская, Иванна Романовна (с 2008)
- Бжезинский, Станислав Евгеньевич (с 2005)
- Бин, Кирилл Игоревич (с 1998)
- Боклан, Николай Владимирович (1988—1997)
- Боклан, Станислав Владимирович (с 1994)
- Бочарова, Светлана Дмитриевна (с 1979)
- Васильева, Анна Вячеславовна (с 2000)
- Васько, Наталья Любомировна (с 1998)
- Вертинский, Алексей Сергеевич (с 1997)
- Вивчарюк, Дмитрий Анатольевич (с 2012)
- Витовская, Ирма Григорьевна (с 1998)
- Вовкун, Лидия Сергеевна (с 2000)
- Вороненко, Николай Николаевич
- Галафутник, Александр Борисович (с 1990)
- Гаврилюк, Ярослав Дмитриевич (1979—2021) †
- Георгиевский, Борис Владимирович (с 1993)
- Гладий, Григорий Степанович (1979—1983)
- Гранко, Ярослав Евгеньевич (1979—2006)
- Губерначук, Сергей Григорьевич (1992—2006)
- Дементьева, Людмила Петровна (с 1979)
- Джигурда, Сергей Борисович
- Дробот, Марк Владимирович (с 2005)
- Евтушенко, Анастасия Викторовна (с 2013)
- Зюбина, Римма Анатольевна (с 1997)
- Игнашкина, Татьяна Григорьевна (с 1986)
- Кленина, Наталья Ивановна (с 1996)
- Козленко, Надежда Феликсовна (с 1981)
- Кокотунов, Владимир Николаевич (1993—2016)
- Колесник, Андрей Львович (1994—2016)
- Кравченко, Ирина Андреевна (с 1981)
- Кружилина, Елена Евгеньевна (с 1990)
- Куликовская, Елена Александровна (с 1981)
- Кучеренко, Сергей Николаевич (с 1990)
- Легин, Валерий Петрович (с 1979)
- Мартынишин, Артём Дмитриевич (с 2010)
- Недашковская, Раиса Степановна (1980—1993)
- Петров, Анатолий Тихонович (с 1979)
- Портянко, Игорь Владимирович (с 1996)
- Примогенов, Олег Борисович (1979—1990)
- Потапенко, Юрий Михайлович (с 1991)
- Пустовая, Мария Вячеславовна (с 2013)
- Равицкий, Роман Игоревич (с 1993)
- Ребрик, Лилиана Ивановна (с 2001)
- Расстальная, Анна Васильевна (с 1981)
- Светлякова, Ирина Ивановна (с 1990)
- Сланко, Вячеслав Анатольевич (1983—2010)
- Сомик, Анатолий Иванович (с 1998)
- Стебловская, Татьяна Владимировна (с 1994)
- Стефанова, Галина Анатольевна (1979—1991)
- Стороженко, Виктор Фёдорович (с 2015)
- Суржиков, Дмитрий Анатольевич (с 2015)
- Сухенко, Татьяна Михайловна (с 1985)
- Узлюк, Елена Анатольевна (с 1992)
- Хижная, Елена Борисовна (с 1987)
- Ходос, Валерия Игоревна (2009—2015)
- Чигляев, Владимир Иванович (с 1998)
- Чорненький, Ярослав Степанович (с 1979)
- Шведова, Ирина Игоревна (1983—1986)
- Швец, Оксана Александровна (1980—2022) †
- Шептекита, Валерий Иванович (с 1979)
- Щербак, Игорь Иванович (с 1981)
- Яценко, Тамара Александровна (с 1979)

## Избранный репертуар
1. 1980, 26 апреля — «…С весною я к тебе вернусь!» А. Казанцева (перевод Надежды Гордиенко-Андриановой); режиссёр Александр Заболотный
2. 1980, 21 июня — «Пойти и не вернуться» В. Быкова; художественный руководитель постановки — Борис Луценко, режиссёр — Виталий Семенцов, художник — Юрий Тур
3. 1980, сентябрь — «За двумя зайцами» М. Старицкого; режиссёр Виктор Шулаков
4. 1981 — «Стойкий принц» П. Кальдерона; режиссёр Марк Нестантинер[8]
5. 1986 — «Баня» В. Маяковского; режиссёр Виктор Шулаков
6. 1986 — «Золотой цыпленок» В. Орлова; режиссёр Виктор Шулаков
7. 1987 — «Синие кони на красной траве» М. Шатрова; режиссёр Лесь Танюк
8. 1988 — «Сирано де Бержерак» Э. Ростана; режиссёр Виктор Шулаков
9. 1988 — «Сватанье на Гончаровке» Г. Квитки-Основьяненко; режиссёр Виктор Шулаков
10. 1988 — «Хоттабыч» Л. Лагина; режиссёр Виктор Шулаков
11. 1989, март — «Пригвождені» В. Винниченко; режиссёр Владимир Оглоблин
12. 1990 — «Марат — Сад» П. Вайса; режиссёр Виктор Шулаков
13. 1991 — «Шельменко-денщик» Г. Квитка-Основьяненко; режиссёр В. Гурьев
14. 1991 — «Король и морковь или все как в сказке» В. Кшеминского; режиссёр Я. Козлов
15. 1991 — «Вот так погиб Гуска» Н. Кулиша; режиссёр Е. Морозов
16. 1994 — «Эрлин» О. Уайльда (по пьесе «Веер леди Виндермир»); режиссёр Виктор Шулаков
17. 1995 — «Житие простых» Н. Ворожбит; режиссёр Ю. Сидоренко
18. 1996 — «Семь жен Синей Бороды» А. Володина; режиссёр О. Озеров
19. 1998 — «Малыш» Ж. де Летраза; режиссёр Владимир Бегма
20. 1997, 22 ноября — «Дон Жунан» Мольера; режиссёр Станислав Моисеев
21. 1998, 13 мая — «Синий автомобиль» (моноспектакль) Я. Стельмаха; режиссёр Игорь Славинский
22. 1999, 15 октября — «РЕхуВИлийЗОР» Н. Гоголя и Н. Кулиша; режиссёр Станислав Моисеев
23. 2000 — «Севильская помолвка» Р. Шеридана; режиссёр Евгений Курман
24. 2000 — «Трагедия Гамлета, принца датского» У. Шекспира; режиссёр Станислав Моисеев
25. 2000 — «Русалочка» Л. Разумовской по Х. К. Андерсену; режиссёр — Евгений Курман[9]
26. 2001, 31 марта — «Гедда Габлер» Г. Ибсена; режиссёр Станислав Моисеев
27. 2001 — «Лев и Львица» Ирены Коваль; режиссёр Станислав Моисеев
28. 2001 — «Стальная воля» М. Курочкина; режиссёр Дмитрий Богомазов
29. 2002, 18 апреля — «Любофф!» Мери Шизгал; режиссёр Тарас Криворученко
30. 2002, 15 ноября — «Хоровод любви» А. Шницлера; режиссёр Станислав Моисеев
31. 2002 — «Волшебник Изумрудного города»; режиссёр А. Воротченко
32. 2003, 11 октября — «Дядя Ваня» А. Чехова; режиссёр Станислав Моисеев[10]
33. 2004, 14 мая — «Маринованный аристократ» Ирены Коваль; режиссёр Станислав Моисеев
34. 2004 — «Кайдаши» Н. Дубины по И. Нечуем-Левицким; режиссёр Николай Яремкив
35. 2005, 15 апреля — «В моём конце моё начало» Ф. Шиллера; режиссёр Станислав Моисеев
36. 2006, 17 февраля — «Московиада» Ю. Андруховича; режиссёр Станислав Моисеев
37. 2007, 2 февраля — «Четвертая сестра» Я. Гловацкого; режиссёр Станислав Моисеев
38. 2007, 21 сентября — «Empty Trash» (Сжигаем мусор) Т. Иващенко; режиссёр Юрий Одинокий
39. 2007, 6 декабря — «Голубка» Ж. Ануя; постановщик Андрей Бакиров
40. 2007 — «Обыкновенная история» М. Ладо; режиссёр Тарас Криворученко
41. 2008, 26 сентября — «Конотопская ведьма» Богдана Жолдака по мотивам повести Г. Квиткы-Основьяненко; постановщик Николай Яремкив
42. 2009, 5 декабря — «Торчалов» Никиты Воронова; постановщик Станислав Моисеев
43. 2010, 12 февраля — «Пока мама не пришла» Реми Де Воса; режиссёр Кристоф Фьотрие
44. 2010, 19 марта — «Инкрустации» Л. Костенко; режиссёр Елена Шапаренко
45. 2010, 24 декабря — «Сатисфакция» по пьесе У. Шекспира «Венецианский купец»; режиссёр Станислав Моисеев
46. 2010 — «Талант» М. Старицкого; режиссёр Николай Яремкив
47. 2011 — «Тот, та и другие» Иштвана Эркеня; режиссёр Бела Меро
48. 2012, 13 января — «Любовные письма Сталину» Хуана Майорга; режиссёр Станислав Моисеев
49. 2012, 9 февраля — «Афинские вечера» П. Гладилина; режиссёр Игорь Славинский
50. 2013, 23 февраля — «Гоголь-моголь из двух яиц» Н. Эрдмана; режиссёр Александра Меркулова
51. 2013, 12 сентября — «Загадочные вариации» Э. Шмитта; режиссёр Андрей Билоус
52. 2013, 30 ноября — «Ангельская комедия» по мотивам пьесы «Фердинандо» А. Ручелло; режиссёр Лев Сомов
53. 2013 — «Любовь людей» Д. Богославского; режиссёр Стас Жирков
54. 2013 — «Бери, люби, убегай» О. Савченко; режиссёр К. Стейнбейс
55. 2014, 23 марта — «В ожидании Годо» С. Беккета; режиссёр Алла Заманская
56. 2014, 12 апреля — «Коварство и любовь» Ф. Шиллера; режиссёр Андрей Билоус
57. 2014, 15 мая — «В чём чудо, тётя?» Надежды Симчич; режиссёр Екатерина Лобода
58. 2014, 22 мая — «Требуются лжецы!» по пьесе «Месье Амилькар, или Человек, который платит» Ива Жамиака; режиссёр Стас Жирков[11]
59. 2014, 31 мая — «Разврат змеи» А. Уэда; режиссёр Ирина Пастущак (микросцена)
60. 2015, 18 марта — «Сталкеры» по пьесе «В начале и в конце времен» Павла Арье; режиссёр Стас Жирков
61. 2015, 7 ноября — «Фрекен Жюли» А. Стриндберг; режиссёр Сергей Корниенко (микросцена)
62. 2015, 29 ноября — «Однорукий» по пьесе «Однорукий из Спокэна» М. Макдонаха; режиссёр Андрей Билоус[12]
63. 2015 — «Очарованный» по «Бесталанной» И. Карпенко-Карого; режиссёр Андрей Белоус
64. 2016, 23 сентября — «Пианист» В. Леванова; режиссёр Валерия Городецкая (микросцена)
65. 2016, 12 ноября — «Горе от ума» А. Грибоедова; режиссёр Андрей Билоус[13]
66. 2016, 17 декабря — «Пепел» И. Мераса; режиссёр Александра Меркулова (микросцена)
67. 2017, 11 февраля — «Саша, вынеси мусор» Н. Ворожбит; режиссёр Тамара Трунова (микросцена)
68. 2017, 16 сентября — «Резня» Я. Резы; режиссёр Влада Белозоренко[14]
69. 2018, 23 марта — «Insenso» Димитриса Димитриадиса; режиссёр Эммануил Куцурелис (Греция) (микросцена)
70. 2018, 17 апреля — «Ложь» В. Винниченко; режиссёр Наталья Сиваненко (микросцена)
71. 2018, 15 апреля — «Ночь Гельвера. Сволочи» И. Вилквиста; режиссёр А. Билоус (микросцена)
72. «Археология»; режиссёр Валерий Бильченко
73. «Войцек» Г. Бюхнера
74. «Джикетский манифест» А. Чхаидзе; режиссёр Николай Мерзликин
75. «Диктатура совести» М. Шатрова; режиссёр Лесь Танюк
76. «Зойкина квартира» М. Булгакова
77. «И сказал Б…»; режиссёр Валерий Бильченко
78. «Канте Хондо» (моноспектакль) по произведениям Ф. Лорки
79. «Маленькая футбольная команда» Ю. Щербака
80. «Приключения Алисы в Стране чудес» Б. Заходера по Л. Кэрроллу; режиссёр В. Семенцов
81. «Полет над гнездом кукушки» К. Кизи
82. «Слово о полку Игореве» Я. Стельмаха по мотивам древнерусского произведения; режиссёр Виктор Шулаков
83. «Стена» Ю. Щербака; режиссёр Николай Мерзликин
84. «Третья ракета»; режиссёр Виктор Шулаков
85. «Цилиндр» Э. Де Филиппо; режиссёр К. Линартович

## Здание театра
Молодой театр располагается в старинном четырёхэтажном здании в стиле модерн на улице Прорезной, 17.
Особняк постройки середины XIX века изначально имел всего два этажа, оформленных в стиле ампир. В 1890-х годах его приобрёл почётный гражданин Киева Николай Григорович-Барский и с разрешения Киевской думы выполнил надстройку. До 1912 года это был доходный дом, а на первом этаже — магазины.
До революции в здании располагался офицерский клуб, а с 1918 года здание было реквизировано революционной организацией «Батьківщина» и передано режиссёру Лесю Курбасу для создания «Молодого театра». В 1919 году театр был национализирован и прекратил свое существование. Позднее тут работал польский рабочий театр, затем с 1923 года здесь находился «Киевский дом Красной Армии», реорганизованный в 1926 году «Дом Красной армии и флота».
Это один из немногих домов на Прорезной, уцелевший во время Второй мировой войны. В течение 1944—1985 годов здесь работал кинотеатр «Комсомолец Украины».